# Васильев, Владимир Филиппович
Влади́мир Фили́ппович Васи́льев (26 августа 1940, Кимры, Калининская область — 8 августа 2012, Москва) — советский хоккеист и тренер, мастер спорта СССР (1960), заслуженный тренер РСФСР (1984), заслуженный тренер СССР (1989).

## Биография
Играл на позиции крайнего нападающего в командах «Химик» (Воскресенск) в 1957—1960, 1963—1964, ЦСКА в 1960—1962, СКА (Калинин) в 1962—1963, «Крылья Советов» (Москва) в 1964—1973, «Клагенфурт» (Австрия) в 1973—1975.
Чемпион СССР 1961, бронзовый призёр чемпионата СССР — 1962, 1973. Обладатель Кубка СССР (1961). Чемпион Австрии (1974). Бронзовый призёр чемпионата Австрии (1975). В чемпионатах СССР провёл 415 матчей, забросил 200 шайб.

## Тренерская карьера
- Тренер ДЮСШ «Крылья Советов» (Москва) в 1975 г.
- Тренер хоккейного клуба «Крылья Советов» (Москва) в 1975—1976 гг.
- Старший тренер СК им. Урицкого (Казань) в 1978—1982 гг.
- Старший тренер хоккейного клуба «Химик» (Воскресенск) в 1982—1992 гг.
- Главный тренер хоккейного клуба «Кельнер Хайе» (Германия) в 1992—1995 гг.
- Главный тренер ХК «Нюрнберг» (Германия) в 1996—1998 гг.
- Главный тренер ХК «Химик» (Воскресенск) в 1998—2000 гг.
- Главный тренер хоккейного клуба «Мечел» (Челябинск)в 2002—2003 гг.
- Главный тренер ХК «Воронеж» (Воронеж) в 2003 г.
- Серебряный призёр чемпионата СССР 1989. Бронзовый призёр чемпионата СССР — 1984, 1987.
- Старший тренер молодёжной сборной СССР в 1985—1987 гг.
- Тренер II сборной СССР в 1987—1988 гг.
- Тренер Олимпийской сборной СССР в 1988—1991 гг.
- Главный тренер сборной России с 1995 по 3 июня 1996[2].

Васильев был отправлен в отставку распоряжением руководства ФХР после того, как в матче за 3-е место на чемпионате мира 1996 года в Вене проиграла сборной США со счётом 3:4, ведя 3:0 и в итоге проиграв в овертайме: на послематчевой пресс-конференции появился президент ФХР Валентин Сыч, публично объявивший об отставке Васильева. По другой версии, в отставку он ушёл по собственному желанию. Сам Васильев утверждал, что его команда была неуправляемой: свободное время игроки проводили в кафе «Максим», и им нельзя было дать даже лёгкую нагрузку.
- Тренер-селекционер сборной России в 2006—2008 и 2010—2011 гг.

### Достижения
- В 1989 году под его руководством «Химик» стал серебряным призёром чемпионата СССР[7].
- Чемпион Германии 1995.